# Anisorrhina
Anisorrhina is een geslacht van kevers uit de familie bladsprietkevers (Scarabaeidae). Het geslacht werd voor het eerst wetenschappelijk beschreven in 1842 door Westwood.

## Soorten
- Ondergeslacht Anisorrhina
  - Anisorrhina bouyeri Antoine, 2000
  - Anisorrhina flavomaculata (Fabricius, 1798)
  - Anisorrhina flavoplagiata Moser, 1919
  - Anisorrhina hassoni Antoine, 2000
  - Anisorrhina laevicauda Bates, 1881
  - Anisorrhina laeviplaga Raffray, 1877
  - Anisorrhina palliata Gerstäcker, 1883
  - Anisorrhina quadricornis (Janson, 1884)
  - Anisorrhina serripes (Janson, 1885)
- Ondergeslacht Melinesthes Kraatz, 1880
  - Anisorrhina  algoensis (Westwood, 1843)
  - Anisorrhina  conradsi Schauer, 1935
  - Anisorrhina  elongata (Bates, 1881)
  - Anisorrhina jocquei Allard, 1989
  - Anisorrhina lequeuxi Allard, 1989
  - Anisorrhina manowensis Schürhoff, 1933
  - Anisorrhina murphyi Allard, 1989
  - Anisorrhina roggemani Krikken, 1987
  - Anisorrhina scheini Basilewsky, 1956
  - Anisorrhina simillima Kraatz, 188
  - Anisorrhina touroulti Antoine, 2009
  - Anisorrhina umbonata (Gory & Percheron, 1833)